# Grandville (Aube)
Grandville település Franciaországban, Aube megyében. Lakosainak száma 87 fő (2022. január 1.). Grandville Le Chêne, Dosnon és Lhuître községekkel határos.

## Népesség
A település népessége az elmúlt években az alábbi módon változott:
| Lakosok száma | 108  | 63   | 84   | 91   | 116  | 103  | 95   | 91   | 90   | 87   |
|               | 1968 | 1982 | 1990 | 2006 | 2013 | 2015 | 2017 | 2019 | 2020 | 2022 |